# Actinostola abyssorum
Actinostola abyssorum is een zeeanemonensoort uit de familie Actinostolidae. De anemoon komt uit het geslacht Actinostola. Actinostola abyssorum werd in 1890 voor het eerst wetenschappelijk beschreven door Danielssen. 